# Кјуба (Мисури)
Кјуба (енгл. Cuba) град је у америчкој савезној држави Мисури.

## Демографија
По попису из 2010. године број становника је 3.356, што је 126 (3,9%) становника више него 2000. године.
| Група             | 2000.         | 2010.         |
| Белци             | 3.127 (96,8%) | 3.161 (94,2%) |
| Афроамериканци    | 16 (0,5%)     | 9 (0,3%)      |
| Азијати           | 10 (0,3%)     | 6 (0,2%)      |
| Хиспаноамериканци | 39 (1,2%)     | 114 (3,4%)    |
| Укупно            | 3.230         | 3.356         |